# U.S. Route 52
Pour les articles homonymes, voir Route 52.
La U.S. Route 52 (US 52) est une US Route majeure débutant dans le nord-ouest des États-Unis pour se rendre jusqu'au sud-est du pays. Contrairement à la plupart des US Routes numérotées avec des chiffres pairs, la US 52 suit un alignement du nord-ouest au sud-est et, dépendamment des régions où elle se trouve, elle est autant indiquée nord-sud qu'est-ouest. Le terminus nord-ouest est à Portal, Dakota du Nord, à la frontière entre le Canada et les États-Unis, où elle continue comme Saskatchewan Highway 39, en Saskatchewan. Son terminus sud-est est à Charleston, Caroline du Sud, à l'intersection entre Meeting Street et Line Street, près du Port de Charleston.

## Description du tracé
|       | mi    | km    |
| ----- | ----- | ----- |
| ND    | 361   | 581   |
| MN    | 377   | 607   |
| IA    | 164   | 264   |
| IL    | 216   | 348   |
| IN    | 198   | 319   |
| OH    | 190   | 310   |
| WV/KY | 186   | 299   |
| VA    | 85    | 137   |
| NC    | 150   | 240   |
| SC    | 161   | 259   |
| Total | 2 072 | 3 335 |

### Dakota du Nord
Au Dakota du Nord, la US 52 continue le tracé de la Highway 39 à partir de la frontière canado-américaine depuis North Portal, Saskatchewan. Elle relie Portal et Fargo sur une distance de 361 miles (581 km). La US 52 forme un multiplex avec la US 2 près de Minot, où elle croise aussi la US 83. Elle forme un autre multiplex avec la US 281 entre Jamestown et Carrington. Entre Jamestown et la frontière avec le Minnesota, elle emprunte le tracé de l'I-94. Elle est indiquée jusqu'à Fargo, mais les échangeurs entre Fargo et West Fargo n'identifient pas la US 52.

### Minnesota
Au Minnesota, la US 52 entre en multiplex avec l'I-94 à Moorhead. Elle suit l'I-94 vers le sud-est jusqu'aux Twin Cities. Depuis le centre-ville de Saint-Paul, la US 52 continue sur son propre tracé vers le sud-est. Elle est une voie rapide jusqu'à Rochester, une autoroute autour de la ville et devient une route rurale à deux voies après avoir crois l'I-90, à Marion. La route passe ensuite par quelques petites villes jusqu'à ce qu'elle atteigne la frontière avec l'Iowa.

### Iowa

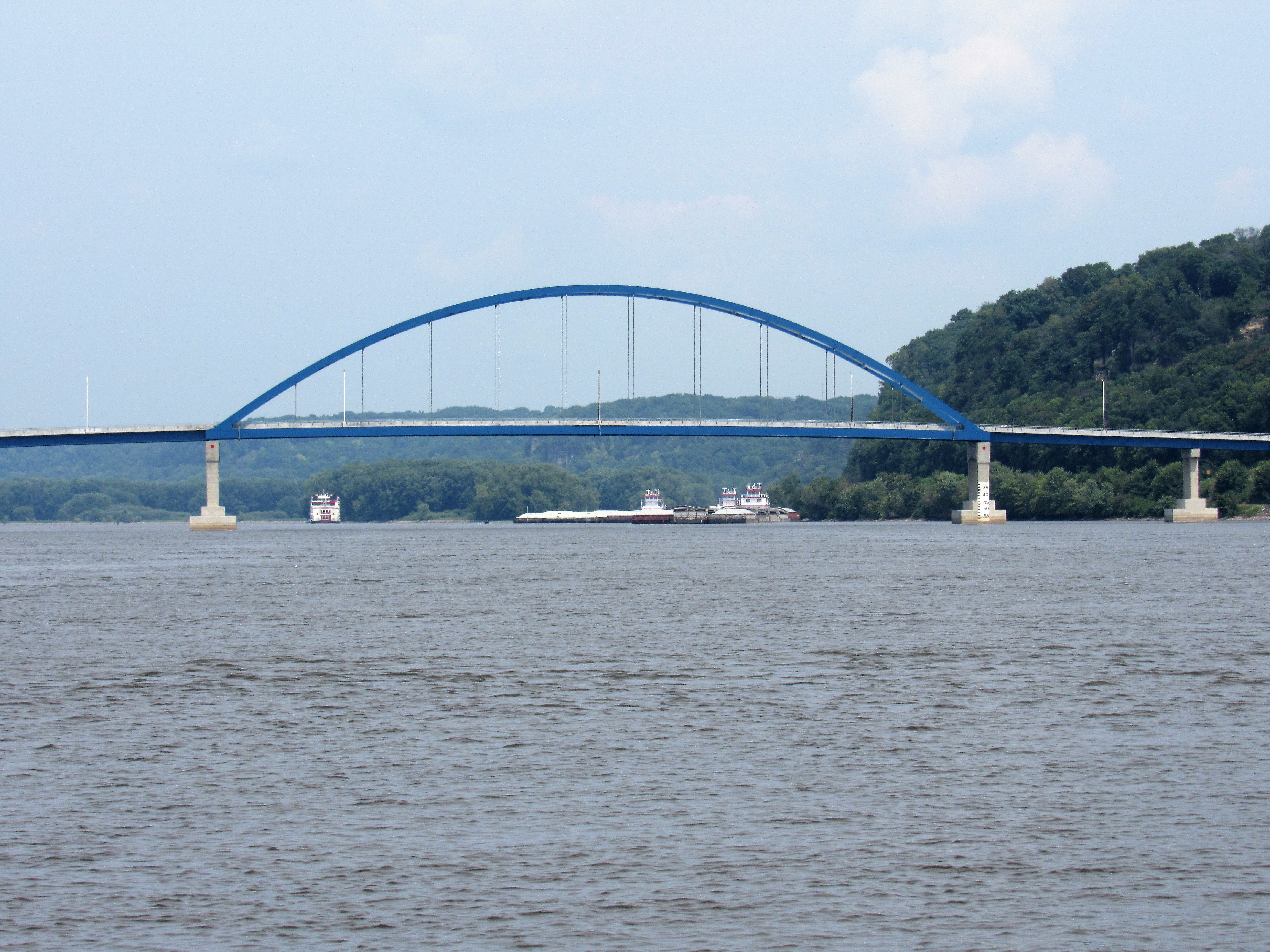
La US 52 traverse le fleuve Mississippi à Savanna, Illinois et Sabula, Iowa sur le Dale Gardner Veterans Memorial Bridge.

La US 52 entre en Iowa au nord de Burr Oak. Elle se dirige vers le sud, passe par l'ouest de Decorah et, à Calmar, bifurque vers le sud-est. Elle rejoint la US 18 à l'ouest de Postville. Les routes forment un multiplex jusqu'à l'est de Froelich. La US 52 longe grossièrement le fleuve Mississippi pour le reste de son parcours en Iowa. Elle atteint Dyersville et rejoint la US 20. Elle bifurque vers l'est et atteint Dubuque.
À l'ouest de Dubuque, la US 52 quitte la US 20 et contourne la ville par le sud. Elle atteint une intersection avec la US 61 et la US 151. Les trois routes se dirigent vers le nord (même la US 52, laquelle est indiquée "sud") en voie rapide, jusqu'à ce que la US 52 quitte le multiplex à Key West. La route demeure près du Mississippi et traverse une région vallonnée. Elle passe par Bellevue et atteint Sabula. À Sabula, elle emprunte le Dale Gardner Veterans Memorial Bridge, lequel la mène de l'autre côté du Mississippi, en Illinois.

### Illinois

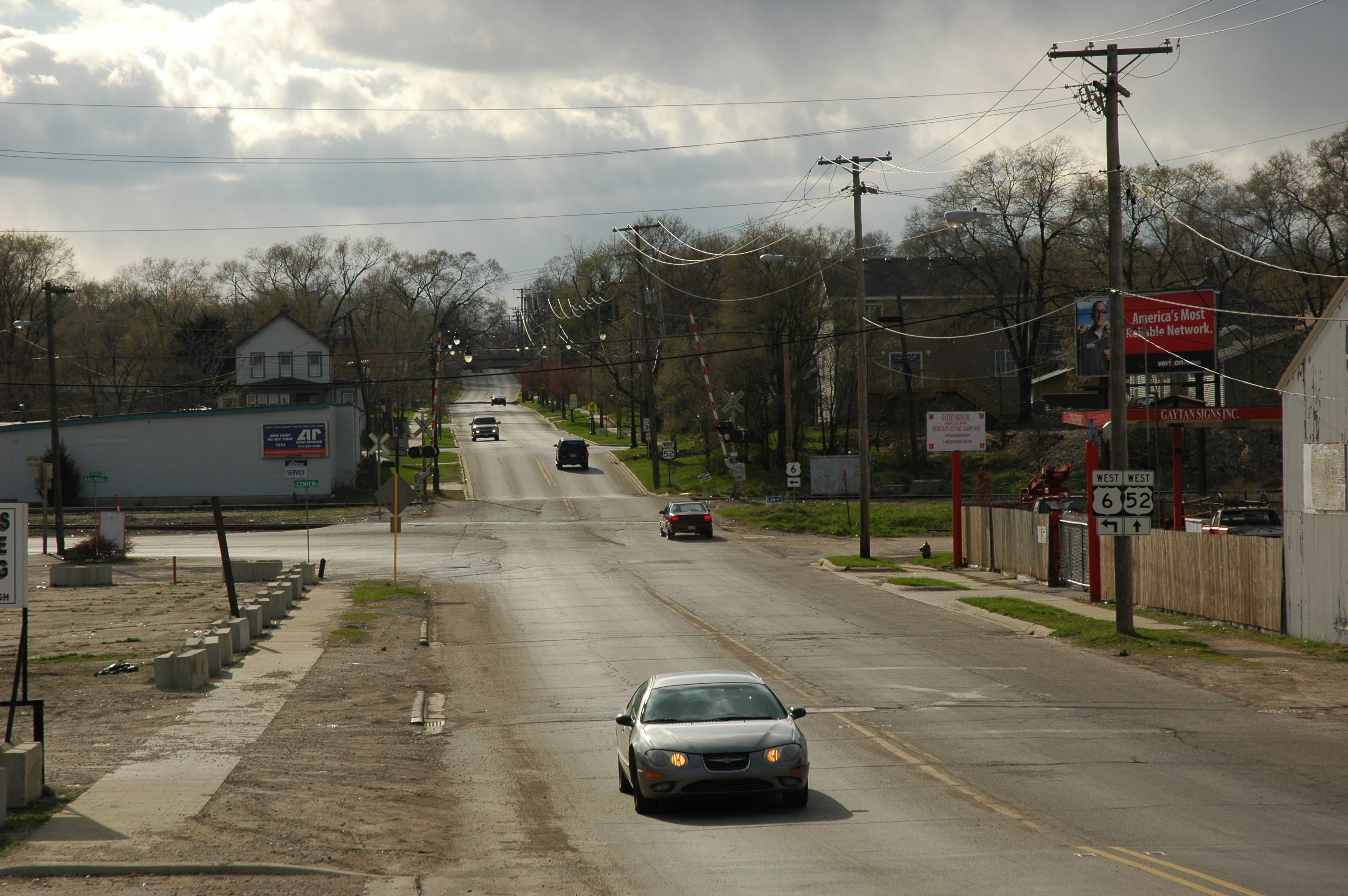
US 52 / US 6 ouest à Joliet, Illinois.

En Illinois, la US 52 se dirige vers le sud-est depuis le Dale Gardner Veterans Memorial Bridge, à Savanna, Elle passe par Dixon, Amboy et Mendota. Là, elle bifurque vers le sud et ensuite l'est pour traverser l'I-39 près de Troy Grove. Elle continue vers l'est, passe par Shorewood et le sud de Joliet, où elle est une artère principale dans la ville, évitant la ville de Chicago. Elle rejoint la US 45 à Kankakee et ensuite la US 24, de l'est de Watseka jusqu'à la frontière avec l'Indiana.

### Indiana
En Indiana, la US 52 suit également un tracé du nord-ouest au sud-est. Elle passe par Lafayette et Indianapolis. À Lebanon, la US 52 forme un multiplex avec l'I-65 jusqu'au nord-ouest d'Indianapolis. Là, elle emprunte l'I-865 jusqu'à l'I-465. route de ceinture de la ville. Toutes les routes numérotées de la région (sauf l'I-65 et l'I-70) transigent par cette route de contournement. La US 52 contourne le nord et l'est d'Indianapolis et quitte la route de ceinture à l'est de la ville. Elle emprunte globalement la même direction que l'I-74, qu'elle suit de plus ou moins près. La US 52 passe par Rushville et Brookville, avant de se diriger vers l'I-74, qu'elle atteint juste avant la frontière avec l'Ohio. Les deux routes forment alors un multiplex.

### Ohio
La US 52 entre en Ohio en multiplex avec l'I-74 dans le nord-ouest du comté de Hamilton. Elle atteint ensuite l'I-75 au terminus de l'I-74 et la suit jusqu'à Hopple Street à Cincinnati. Elle emprunte la Central Parkway et Central Avenue dans le centre-ville et effleure le bord de rivière via Mehring Way, Pete Rose Way et Riverside Drive. Depuis Cincinnati vers l'est, la US 52 suit généralement la rivière Ohio. Elle forme un court multiplex avec l'I-275 près de California, un quartier de l'extrême est de Cincinnati. Sur son trajet vers le sud-est, elle croise New Richmond, Aberdeen, Ripley, Manchester, Portsmouth et Ironton. C'est à Chesapeake qu'elle traverse la rivière Ohio pour entrer à Huntington, Virginie-Occidentale.

### Virginie-Occidentale et Kentucky
La US 52 dessert l'ouest et le sud de la Virginie-Occidentale, reliant Huntington à Bluefield. Elle longe la frontière avec le Kentucky sur une partie de son tracé dans l'état. Elle y entre à deux très courtes reprises, près de Williamson, en raison de la sinuosité de la route, confinée entre la rivière et les montagnes. Après Williamson, la US 52 s'éloigne de la frontière avec le Kentucky. Elle passe par Varney, Gilbert, Iaeger, Welch, Northfork et Bluefield, où elle atteint l'I-77 et traverse la frontière avec la Virginie en multiplex avec l'autoroute.

### Virginie
La US 52 entre en Virginie en multiplex avec l'I-77, mais la quitte rapidement et la suit. Elle atteint Wytheville et, entre cette ville et Fort Chiswell, forme un multiplex avec l'I-77 / I-81. Elle continue d'être parallèle à l'I-77 et passe par Hillsville et Cana avant de quitter l'état au sud de la ville.

### Caroline du Nord
La US 52 entre en Caroline du Nord au nord-ouest de Mount Airy. Elle passe par Pilot Mountain et continue vers le sud-est. Dans la région de Piedmont Triad, la US 52 est principalement une autoroute à accès contrôlé. Son tracé deviendra l'I-74 jusqu'au nord-ouest de Winston-Salem. Elle traverse la ville du nord au sud et forme un multiplex avec l'I-285 jusqu'à Lexington, puis avec l'I-85 jusqu'à Salisbury.
Après s'être séparée de l'I-85 à Salisbury, la US 52 est une route à deux voies reliant certaines villes plus petites dont Albemarle et Wadesboro jusqu'à la frontière avec la Caroline du Sud.

### Caroline du Sud
La US 52 entre en Caroline du Sud au nord-est de Cheraw. Elle se rend jusqu'à Darlington, où elle devient une voie rapide et une autoroute alors qu'elle passe par Florence, Lake City, Kingstree, Moncks Corner et North Charleston. Elle se termine à l'intersection entre Meeting Street et Line Street à Charleston.

## Intersections majeures
Dakota du Nord
 Hwy 39 à la frontière canado-américaine à Portal
 US 2 au nord-ouest de Burlington. Les routes forment un multiplex jusqu'au sud-est de Minot.
 US 83 à Minot
 US 281 à Carrington. Les routes forment un multiplex jusqu'à Jamestown.
 I-94 à Jamestown. Les routes forment un multiplex jusqu'à Saint Paul, Minnesota.
 US 10 à West Fargo
 I-29 / US 81 à Fargo
Minnesota
 US 75 à Moorhead
 US 59 à Fergus Falls Township. Les routes forment un multiplex jusqu'aux limites entre les townships de Buse et de Dane Prairie.
 US 71 à Sauk Centre
 I-494 / I-694 à Maple Grove. L'I-694 / US 52 forment un multiplex jusqu'à Brooklyn Center.
 US 169 aux limites entre Maple Grove et Brooklyn Park
 I-394 / US 12 à Minneapolis. La US 12 / US 52 forment un multiplex jusqu'à Saint Paul.
 I-35W à Minneapolis
 I-35E à Saint Paul. Les routes forment un multiplex dans la ville.
 US 10 à Saint Paul. Les routes forment un multiplex dans la ville.
 I-494 à Inver Grove Heights
 US 63 à Rochester. Les routes forment un multiplex dans la ville.
 US 14 à Rochester. Les routes forment un multiplex dans la ville.
 I-90 à Marion Township
Iowa
 US 14 à Post Township. Les routes forment un multiplex jusqu'à Giard Township.
 US 20 à Dyersville. Les roites forment un multiplex jusqu'à Dubuque.
 US 61 / US 151 près de Dubuque. Les routes forment un multiplex dans la ville.
 US 67 à Union Township
Illinois
 US 30 aux limites entre les townships d'Amboy et de Franklin Grove
 US 34 à Mendota
 I-39 / US 51 aux limites entre les townships de Troy Grove et d'Ophir
 I-55 à Shorewood
 US 6 à Joliet. Les routes forment un multiplex dans la ville.
 I-80 à Joliet
 US 45 à Peotone Township. Les routes forment un multiplex jusqu'à Ashkum Township.
 I-57 à Kankakee
 US 24 à Concord Township. Les routes forment un multiplex jusqu'à Kentland, Indiana.
Indiana
 US 41 à Kentland. Les routes forment un multiplex jusqu'à Richland Township.
 US 231 à Montmorenci. Les routes forment un multiplex jusqu'à Wabash Township.
 I-65 à Center Township. Les routes forment un multiplex jusqu'à Eagle Township.
 I-865 à Eagle Township. Les routes forment un multiplex dans le township.
 I-465 à Eagle Township. Les routes forment un multiplex jusqu'à Indianapolis.
 US 421 à Indianapolis. Les routes forment un multiplex dans la ville.
 US 31 à Carmel. Les routes forment un multiplex jusqu'à Indianapolis.
 I-69 à Indianapolis. Les routes forment un multiplex dans la ville.
 US 36 à Lawrence. Les routes forment un multiplex jusqu'à Indianapolis.
 I-70 à Indianapolis
 US 40 à Indianapolis. Les routes forment un multiplex dans la ville.
 I-74 à Harrison Township. Les routes forment un multiplex jusqu'à Cincinnati, Ohio.
Ohio
 I-275 à Whitewater Township. Les routes forment un multiplex jusqu'à Taylor Creek.
 US 27 à Cincinnati. Les routes forment un multiplex dans la ville.
 US 127 à Cincinnati
 I-74 / I-75 à Cincinnati. L'I-75 / US 52 forment un multiplex dans la ville.
 US 27 à Cincinnati. Les routes forment un multiplex dans la ville.
 US 127 à Cincinnati. Les routes forment un multiplex dans la ville.
 US 42 à Cincinnati. Les routes forment un multiplex dans la ville.
 US 22 à Cincinnati
 US 27 / US 50 à Cincinnati. La US 27 / US 52 forment un multiplex dans la ville.
 I-275 à Cincinnati. Les routes forment un multiplex jusqu'à Anderson Township.
 US 62 / US 68 à Ripley. La US 52 / US 62 forment un multiplex jusqu'à Aberdeen. La US 52 / US 68 forment un multiplex jusqu'à Huntington Township.
 US 23 à Portsmouth
Virginie-Occidentale
 US 60 à Huntington
 I-64 à Huntington. Les routes forment un multiplex jusqu'à Kenova.
 US 119 au nord-est de Nolan. Les routes forment un multiplex jusqu'à Williamson.
Kentucky
Pas d'intersections majeures
Virginie-Occidentale
 US 19 à Bluefield. Les routes forment un multiplex dans la ville.
 US 460 à Bluefield. Les routes forment un multiplex dans la ville.
 I-77 à Bluefield. Les routes forment un multiplex jusqu'au nord-ouest de Rocky Gap, Virginie.
Virginie
 I-77 à Rocky Gap
 I-77 à l'ouest de Bland
 I-81 / US 21 à Wytheville. L'I-81 / US 52 forment un multiplex jusqu'à Fort Chiswell.
 I-77 à Wytheville. Les routes forment un multiplex jusqu'à Fort Chiswell.
 US 11 à Wytheville. Les routes forment un multiplex jusqu'à Fort Chiswell.
 US 221 à Hillsville
 US 58 à Hillsville
Caroline du Nord
 US 601 à Mount Airy
 I-74 au sud-est de Mount Airy
 Future I-74 à Winston-Salem
 US 311 à Winston-Salem
 US 158 / US 421 à Winston-Salem
 I-40 / I-285 à Winston-Salem. L'I-285 / US 52 forment un multiplex jusqu'à Lexington.
 US 64 à Lexington
 US 29 / US 70 à Lexington. Les routes forment un multiplex jusqu'au nord-est de Spencer.
 I-85 à Lexington. Les routes forment un multiplex jusqu'à Salisbury.
 US 74 à Wadesboro. Les routes forment un multiplex dans la ville.
Caroline du Sud
 US 1 à Cheraw. Les routes forment un multiplex jusqu'au sud-ouest de Cheraw.
 US 15 / US 401 à Society Hill. La US 15 / US 52 forment un multiplex jusqu'au sud-ouest de Society Hill. La US 52 / US 401 forment un multiplex jusqu'à Darlington.
 I-95 au nord-ouest de Florence
 US 76 à Florence
 US 301 à Florence. Les routes forment un multiplex jusqu'à Effingham.
 US 378 au nord de Lake City
 US 521 à l'est de Greeleyville
 US 176 à Goose Creek
 US 78 à North Charleston. Les routes forment un multiplex dans la ville.
 I-26 à North Charleston
 I-526 à North Charleston
 I-26 / US 17 à Charleston
 I-26 / US 17 à Charleston
Line Street / Meeting Street à Charleston